# Tommy Loughran
Tommy Loughran (* 29. November 1902 in Philadelphia; † 7. Juli 1982 in Altoona, Pennsylvania) war ein US-amerikanischer Boxer.

## Karriere
1919 begann der Konterboxer seine Karriere. Er war sehr geschickt im Defensivboxen, hatte aber nur wenig Schlagkraft. Er verlor einen frühen Kampf mit einer gebrochenen Rippe, unterlag aber ansonsten unterhalb der Schwergewichtsklasse nie vorzeitig.
Er verlor drei von fünf Kämpfen gegen Harry Greb bei einem Sieg und einem Unentschieden, außerdem unterlag er Gene Tunney und 1924 und 1925 Young Stribling.
1927, nach dem Ende der „No Decision Ära“, konnte er nach einem Punktsieg über Mike McTigue Halbschwergewichtsweltmeister werden. Anschließend verteidigte er den Titel bis 1929 und besiegte dabei unter anderem Mickey Walker, James Braddock, Jimmy Slattery, Leo Lomsky und Pete Latzo. Anschließend legte er den Titel nieder, um im Schwergewicht weiterzuboxen.
Schon in seinem ersten Kampf in dieser Gewichtsklasse ging er jedoch gegen Jack Sharkey KO, konnte aber 1931 Max Baer und Paolino Uzcudun besiegen. 1933 gewann er den Rückkampf gegen Sharkey.
Am 1. März 1934 bekam er die Chance, um den Weltmeistertitel im Schwergewicht zu kämpfen, und unterlag dem fast 40 kg schwereren Titelverteidiger Primo Carnera nach Punkten.
Im nächsten Kampf verlor er ebenfalls nach Punkten gegen Walter Neusel. Er boxte ohne nennenswerten Erfolg noch weiter bis 1937 und beendete dann seine Karriere.
1991 fand Loughran Aufnahme in die International Boxing Hall of Fame.